# Jardines del Buen Retiro de Madrid

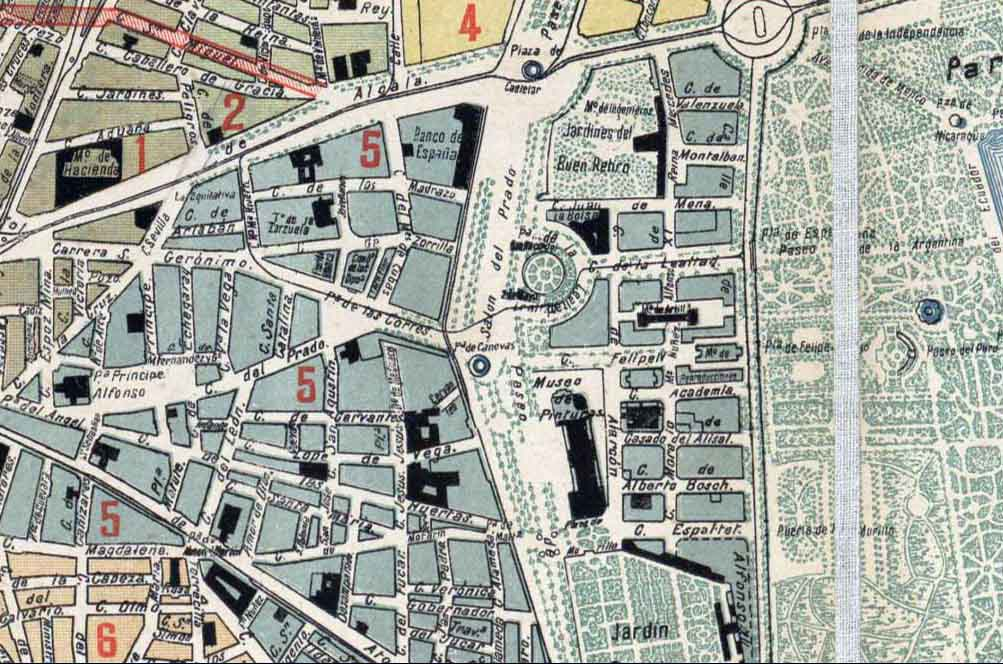
Mapa de 1906 en el que aún estaban los jardines del Buen Retiro en su ubicación original, antes de ser construido el palacio de las Comunicaciones en dicho solar.

Jardines del Buen Retiro se llamó al área ajardinada pública de Madrid que a finales del siglo XIX ocupaba la zona del antiguo espacio de recreo del Buen Retiro colindante con la calle de Alcalá y el Salón del Prado, donde ya en el siglo XX se edificaron Correos (1918) y el Ministerio de Marina (1925-1928). En su perímetro se construyó en la década de 1880 el popular Teatro de los Jardines del Buen Retiro.

## Historia
Originalmente esta área era parte del conjunto de recreo del Buen Retiro, situándose en él la zona de huertas de palacio, en la parte llamada «Prado Alto». Era una zona ligeramente elevada formando una pequeña colina, como puede apreciarse en el plano de Madrid de Carlos Ibáñez de Ibero de 1875.
Con el deterioro de la zona residencial original a lo largo del siglo XIX, esta zona dejó de ser empleada con la finalidad inicial, mientras se iban urbanizando diversas áreas de las instalaciones primitivas, a excepción de lo que luego será conocido como el parque del Retiro. En el callejero de Madrid de 1906, el citado extremo colindante con la calle de Alcalá y el Salón del Prado ya aparece nombrado «Jardines del Buen Retiro». 
A finales del XIX se comienza a hablar en la prensa de los intereses inmobiliarios especulativos sobre dicho solar. Finalmente, en 1904 se aprueba en Cortes la recalificación de dicho terreno, y pocos años después comienza la tala de árboles y el desmonte de la citada colina, para la construcción de la sede de Correos, que será inaugurada en 1918.

### En la literatura
Pío Baroja, sitúa gran parte de la acción de su novela Las noches del Buen Retiro en estos jardines, en una ácida y nostálgica evocación del Madrid de finales del siglo XIX, época de su juventud.
También Arturo Barea, en el primer libro de su trilogía Forja de un rebelde cita: «Vamos también, a veces, a otros sitios de Madrid: al Retiro cuando hay música o a los jardines del Buen Retiro que están delante del Retiro».